# Yari Verschaeren
Yari Verschaeren (ur. 12 lipca 2001 w Antwerpii) – belgijski piłkarz grający na pozycji ofensywnego pomocnika. Od 2018 jest zawodnikiem klubu RSC Anderlecht.

## Kariera piłkarska
Swoją karierę piłkarską Verschaeren rozpoczął w klubie Kruibeke. Następnie trenował w juniorach Waasland-Beveren i RSC Anderlecht. W 2018 roku awansował do pierwszego zespołu Anderlechtu. 25 listopada 2018 zadebiutował w nim w pierwszej lidze belgijskiej w przegranym 2:4 wyjazdowym meczu z Sint-Truidense VV. Z kolei 21 stycznia 2019 w wygranym 2:1 domowym meczu z KAS Eupen strzelił swoją premierową bramkę w lidze. W sezonie 2018/2019 został wybrany Najlepszym Młodym Piłkarzem w Belgii.
| Sezon   | Klub           | Kraj   | Rozgrywki       | Mecze | Gole |
| ------- | -------------- | ------ | --------------- | ----- | ---- |
| 2018/19 | RSC Anderlecht | Belgia | Eerste klasse A | 21    | 2    |
| 2019/20 | RSC Anderlecht | Belgia | Eerste klasse A | 21    | 2    |

## Kariera reprezentacyjna
Verschaeren występował w młodzieżowych reprezentacjach Belgii: U-16, U-17, U-18, U-19 i U-21. W 2018 roku zagrał z kadrą U-17 na Mistrzostwach Europy U-17. Z Belgią dotarł do półfinału. Z kolei w 2019 roku był członkiem kadry U-21 na Mistrzostwach Europy U-21. Strzelił na nich jednego gola, w przegranym 1:3 meczu z Włochami.
9 września 2019 Verschaeren zadebiutował w reprezentacji Belgii w wygranym 4:0 wyjazdowym meczu ze Szkocją, rozegranym w ramach eliminacji do Euro 2020 w Glasgow. W 86. minucie tego meczu zmienił Youriego Tielemansa. W swoim drugim występie w kadrze, 10 października 2019, w meczu eliminacji do Euro 2020 z San Marino strzelił pierwszego gola w drużynie narodowej, w 84. minucie z rzutu karnego.